# 로센도 에르난데스
로센도 에르난데스 곤살레스(스페인어: Rosendo Hernández González; 1922년 3월 11일, 카나리아 제도 산타 크루스 데 라 팔마 ~ 2006년 8월 3일, 산타 크루스 데 라 팔마)는 스페인의 전직 축구 공격수이자 감독이다.

## 클럽 경력
에르난데스는 산타 크루스 데 테네리페 도 산타 크루스 데 라 팔마 출신으로, 인근의 카나리아 제도 연고의 테니스카와 멘사헤로에서 축구를 시작했다. 스페인 내전이 끝날 시점에, 그는 쿨투랄 레오네사에 입단했고, 이후 아틀레티코 마드리드로 이적했지만, 공식 경기에 출전한 적은 없었다.
1950년부터 1952년까지,(세군다 디비시온에서 활약했던 1950-51 시즌을 제외하고) 에르난데스는 거의 라 리가에서만 활약했는데, 그는 에스파뇰과 사라고사에서 주로 활약하며 총 143번의 경기에 출전해 62골을 기록했다. 아라곤 연고의 에스코리아사에서 은퇴한 후, 그는 감독으로 전향해 코르도바, 엘체, 베티스를 이끌고 1부 리그에서 감독일을 했으나, 후자의 두 구단을 통틀어 1964-65 시즌에 10경기를 지휘하는 데 그쳤다. 나중에는 라스 팔마스도 지도했다. 그는 84세에 고향에서 영면에 들었다.

## 국가대표팀 경력
에르난데스는 스페인 국가대표팀 경기에 1년 4개월 동안 4경기에 출전했다. 그는 1950년 월드컵에 자국을 대표로 참가해 3-1로 이긴 미국과의 1차 조별 리그 경기와 1-3으로 패한 스웨덴과의 2차 조별 리그 경기에 출전했다.